# Siri Derkert
Siri Derkert, eigentlich Siri Karin Derkert (* 30. August 1888 in Stockholm; † 28. April 1973 auf Lidingö), war eine schwedische Künstlerin des Expressionismus.

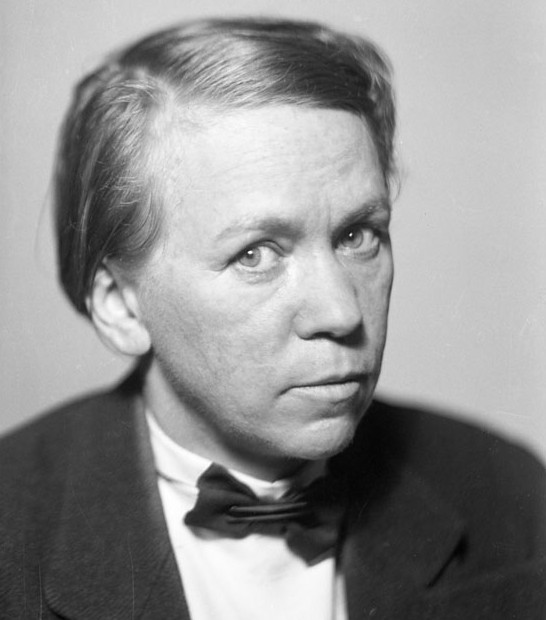
Siri Derkert

## Leben und Werk
Siri Derkert wurde als eines von sieben Kindern des Kaufmanns Carl Edward Johansson Derkert geboren. Sie besuchte von 1904 an die Althin Kunstschule in Stockholm und die Königliche Kunsthochschule von 1911 bis 1913. Anschließend studierte sie Kunst in Paris an der Académie Colarossi und der Académie de la Grande Chaumière mit Ninnan Santesson und Lisa Bergstrand (Bergstrand, Paulsson) bis zum Ausbruch des Ersten Weltkrieges 1914. Während und nach dem Zweiten Weltkrieg arbeitete sie zeitweise in Italien, wo auch ihr erstes Kind Carlo geboren wurde. 
Siri Derkert wurde bekannt mit ihrem sehr persönlichen expressionistischen Stil. In den frühen Arbeiten, vor allem aus der Pariser Zeit, kann man den Einfluss des Kubismus und des Fauvismus erkennen. Sie bevorzugte figurative Malerei in Grautönen, in der Regel mit Pastellfarben, Interieurs und Kinderporträts. Sie trat auch als Bildhauerin hervor. Siri Derkert stellte im Jahr 1960 als erste Frau mit einer Einzelausstellung im Moderna Museet in Stockholm aus.
Siri Derkert wurde im selben Jahr mit dem Guggenheim-Preis ausgezeichnet. Sie ist vertreten im National Museum, im Museum of Modern Art, The Museum of Sketches und im Göteborg Museum of Art.

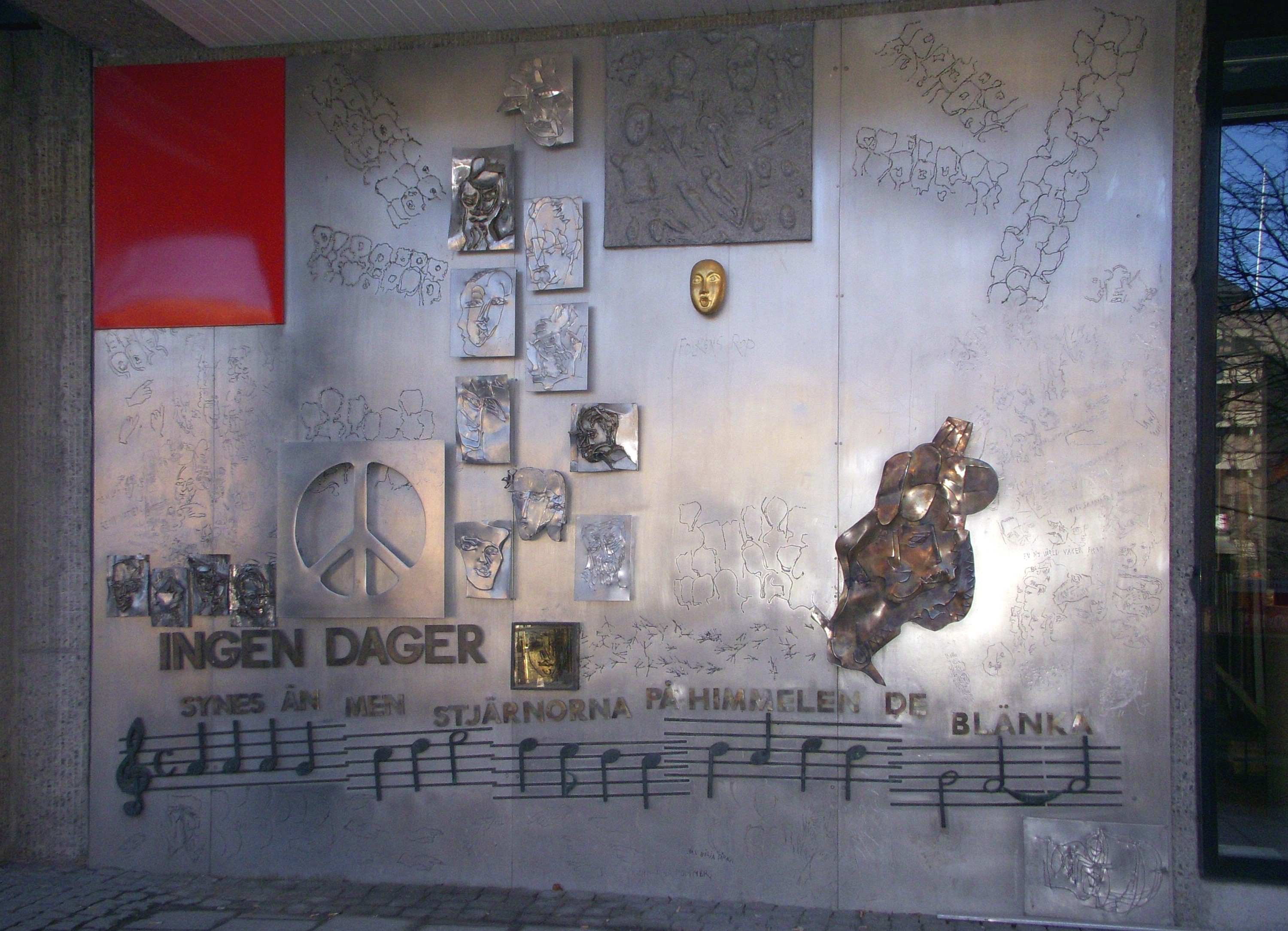
Siri Derkerts „Sverigeväggen“ („Schweden-Wand“) am Sverigehuset, Stockholm.

## Kunst im öffentlichen Raum
- Frauen Säule, die obere Plattform, T-Centre-Bahn-Station in Stockholm, geschnitzt / Beton (1956–1958)
- Östermalms-Bahn-Station in Stockholm (sandgestrahlt / Beton von 1962 bis 1964)
- Wir – Wir – Nous, Wandteppich im Satra Walking Schule in Lidingö 1962
- Wie die Vögel? Singen, Tapestry of Höganäs Halle Assembly Hall 1965–1967
- Schweden-Wand am Sverigehuset, Kungsträdgården in Stockholm (Relief / Beschriftung / Beton / Stahl 1967–1969)
- Saubere Luft – sauberes Wasser, Skulptur in Aluminium der Gull Inge Schule in Tensta 1968–1972
- Mustard Baum und die Vögel, 1959–1969, Reliefs in Beton, Skövde Kultur, Stadtbibliothek